# Dicer
Dicer [ˈdaɪsɚ] (wörtlich etwa „Würfelschneider“, von engl.: to dice: „in Würfel schneiden“) ist eine Endoribonuklease, die doppelsträngige RNA  in kurze, doppelsträngige Fragmente schneidet. Je nach Substrat werden diese Produkte unterschiedlich bezeichnet. Diese Fragmente sind etwa 20 bis 25 Nukleotide lang und spielen bei dem Mechanismus der RNA-Interferenz die zentrale Rolle. Mutationen des DICER1-Gens wurden bei kindlichen Tumoren wie dem Pleuro-pulmonalen Blastom oder seltenen kindlichen Tumoren des zentralen Nervensystems beschrieben (DICER1-Syndrom). Auch Schilddrüsenveränderungen (mehrknotige Struma) kommen in diesem Kontext vor.
Dicer ist ein RNase-III-ähnliches Enzym. Es enthält zwei RNase-III-Domänen und eine PAZ-Domäne. Der Abstand zwischen diesen beiden Domänen wird durch einen Helixbereich bestimmt, dessen Länge die Länge der entstehenden siRNAs bestimmt. Dicer katalysiert den ersten Schritt der RNA-Interferenz und initiiert die Bildung des RNA-induced silencing complex (RISC), dessen Endonuklease „argonaute“ in der Lage ist, mRNA abzubauen, deren Sequenz komplementär zu der entstandenen siRNA ist.
Mithilfe von Knockout-Moosen konnte gezeigt werden, dass DCL1b, eines von vier Dicer-Proteinen von Physcomitrella, nicht für die miRNA Biogenese, sondern für das Schneiden der Zieltranskripte notwendig ist. Dies führte zur Aufklärung eines neuen Mechanismus der Genregulation.
Der Name Dicer wurde von Emily Bernstein vergeben, einer Doktorandin in der Arbeitsgruppe von Greg Hannon am Cold Spring Harbor Laboratory, die als erste Ribonuklease-Aktivität des Dicers an dsRNA zeigen konnte.